# Francisco Moreno Fernández
Francisco Moreno Fernández (San Fernando, Cadis, 7 de novembre de 1883 - Ferrol, La Corunya, 21 de gener de 1945) va ser un militar espanyol participant en la Guerra Civil espanyola de 1936 a 1939 al servei de la flota revoltada. Va arribar a ser Almirall de la Flota Nacional i Cap de les Forces de Terra, Mar i Aire de Bloqueig del Mediterrani (1937-1939). Pels seus serveis li va ser atorgat el títol de Marquès d'Alborán l'1 d'abril de 1950 de mans del General Francisco Franco, a títol pòstum. Es va casar amb Antonia de Reyna y Martínez de Tejada. Com a curiositat, està emparentat amb l'arquitecte Salvador Moreno Peralta de qui és avi; i el cantant Pablo Alborán (1989), qui és el seu besnet.

## Joventut
Va ingressar en l'Armada Espanyola quan encara no comptava amb 15 anys, en la fragata Asturias, Escola Naval Flotant, a Ferrol. En va sortir alferes de navili amb només 19 anys.
En 1917 va ser designat per formar part d'una comissió d'experts que, en plena I Guerra Mundial, va marxar a Alemanya per visitar i estudiar els seus ports militars, les seves defenses, drassanes, i nombroses i grans factories, recorrent així mateix tot el front de combat. Al seu retorn, va prendre el comandament del Torpeder Nú. 12 com a Professor de Torpedes dels Guàrdia marines de l'Esquadra d'Instrucció. Capità de corbeta en 1920, fou nomenat segon Cap de la Comissió Hidrogràfica del Nord. Es va especialitzar en artilleria i tir naval, passant a exercir el càrrec de Cap d'Artilleria del Cuirassat Jaime I. Va manar el guardacostes Larsche, operant al Marroc.

## Segona República i Guerra Civil
En 1935, va ascendir a Capità de Navili i se'l va nomenar Director de l'Escola de Guerra Naval. El cop d'estat del 18 de juliol el va trobar a Ferrol, on es va unir als revoltats, prenent el comandament de l'arsenal, i posteriorment de la campanya naval. El Govern de Burgos el va nomenar Cap de la Flota Nacional i Vocal de la Junta de Defensa Nacional, habilitant-se de Contraalmirall. Amb el Canarias i el Cervera es va distingir llavors en les operacions de l'Estret, deixant fora de combat als destructors que romanien de vigilància, el Gravina i l'Almirante Ferrándiz, durant la batalla del Cap Espartel, aixecant el bloqueig de la costa sud i del Nord d'Àfrica.
En 1937, ascendit a vicealmirall, se'l va nomenar Almirall Cap de les Forces de Terra, Mar i Aire del Bloqueig del Mediterrani. Acabada la guerra, va ser nomenat Capità General de Cartagena i, al setembre del mateix any, de Ferrol. Va morir exercint aquest últim càrrec. En reconeixement dels seus serveis el General Franco li va atorgar, amb caràcter pòstum, el títol de Marquès d'Alborán. Després de la seva mort va ser enterrat al Panteó de Marins Il·lustres.

## Imputat per crims contra la humanitat i detenció il·legal
En 2008, va ser un dels trenta-cinc alts càrrecs del franquisme imputats per l'Audiència Nacional en el sumari instruït per Baltasar Garzón pels presumptes delictes de detenció il·legal i crims contra la humanitat que suposadament haurien estat comesos durant la Guerra civil espanyola i els primers anys del règim de Franco. El jutge va declarar extingida la responsabilitat criminal de Moreno quan va rebre constància fefaent de la seva defunció, esdevinguda més de quaranta anys abans. La instrucció de la causa va ser tan polèmica que Garzón va arribar a ser acusat de prevaricació, jutjat i absolt pel Tribunal Suprem.